# Gertruda de Süpplingenburg
Gertruda de Süpplingenburg sau Gertruda de Supplinburg, numită și Gertruda de Saxonia (n. 18 aprilie 1115 – d. 18 aprilie 1143, Klosterneuburg) aparținând Casei de Babenberg, a fost ducesă de Bavaria din 1127 până în 1139 și ducesă de Saxonia în perioada 1137–1138. Între 1139 și 1142 a fost regentă pentru fiul ei minor, Henric Leul.
Gertruda a fost singurul copil al împăratului Lothar al III-lea (Lothar de Süpplingenburg), duce al Saxoniei, și al soției sale, Richenza de Northeim.

## Biografie
Sursele nu oferă multe informații despre copilăria Gertrudei. Ea a fost singura moștenitoare a Ducatului de Saxonia și a devenit o partidă interesantă în eventualitatea căsătoriei după ce tatăl ei a fost ales rege romano-german în 1125. Probabil ea a fost pregătită și educată pentru acest rol. Nu există mărturii scrise ale Gertrudei. Deoarece ea s-a născut după mulți ani de căsătorie a părinților ei este de presupus că noi urmași nu mai erau de așteptat. Prin căsătoria sa, Lothar unise mari teritorii saxone cu Ducatul de Saxonia, cu care fusese înfeudat, și cu moștenirea familiei Brunonen a soacrei sale, Gertruda de Braunschweig. Strămoșii Gertrudei se dovediseră deja activi din punct de vedere politic: străbunicul ei, Otto de Northeim, a fost liderul opoziției în așa-numitul Război Saxon îndreptat împotriva împăratului Henric al IV-lea.
Când tatăl ei a fost ales rege romano-german pe 30 septembrie 1125, Gertruda a devenit cea mai promițătoare partidă în Sfântul Imperiu Roman. Deși avea legături de familie cu moștenitorul tronului Frederic al II-lea al Suabiei, totuși ducele Henric cel Mândru a dat votul său lui Lothar la alegerea din 1125. Ca recompensă i-a fost promisă Gertruda ca soție și implicit moștenirea ei saxonă. Totuși relația clară a acestor acțiuni nu este recunoscută în consens general în cercetarea istorică. Pe 22 mai 1127 la Dieta de la Merseburg a fost stabilită căsătoria Gertrudei cu Henric cel Mândru, duce al Bavariei din 1126. Nunta a avut loc câteva zile mai târziu, pe 29 mai la Gunzenlee lângă Augsburg. La momentul căsătoriei Gertruda avea doar 12 ani și se afla la limita inferioară a vârstei obișnuite de căsătorie de 12. În 1126 Henric cel Mândru fusese înfeudat deja cu Ducatul de Saxonia, pas pe care viitorul său socru l-a făcut pentru a-și asigura sprijinul militar al Welfilor. De asemenea, este cert că Henric cel Mândru, după ceremonia de nuntă și-a dus tânăra soție la Ravensburg probabil pentru a o proteja de conflictele continue dintre Stauferi și Welfi.
Henric și Gertruda au fost părinții ducelui de Saxonia și Bavaria, Henric Leul, născut în 1129. După moartea lui Henric cel Mândru în 1139, Gertruda a preluat regența ambelor ducate pentru fiul ei în vârstă de zece ani care și-a petrecut copilăria și tinerețea sub îngrijirea mamei și a bunicii sale și a unui grup de tutori. În calitate de regentă, Gertruda, aliindu-se cu regele Conrad al III-lea, a reușit să asigure moștenirea fiului ei împotriva lui Albert Ursul, margraful de Brandenburg.
După moartea lui Henric în 1139, Gertruda s-a căsătorit la 1 mai 1142 cu Henric al II-lea Jasomirgott, margraful Austriei (d. 1177) și frate vitreg al regelui Conrad al III-lea. Această căsătorie a fost încheiată prin mijlocirea regelui care a preluat și organizarea serbărilor de nuntă. Această a doua căsătorie a Gertrudei a făcut parte din așa-numitul „compromis de la Frankfurt” din 1142. La Dieta ținută la Frankfurt, Albert Ursul a renunțat la pretențiile sale asupra Saxoniei bazate pe legăturile sale de rudenie. Henric Leul a primit Saxonia ca feudă la scurt timp după aceea. Henric Jasomirgott, fratele lui Leopold al IV-lea al Austriei și frate vitreg al regelui Conrad al III-lea, a fost înfeudat cu Ducatul Bavariei în anul următor. Din scurta perioadă de tutelă care a urmat după moartea mamei ei, Richenza, și căsătoria cu Henric Jasomirgott, datează documentele de donație atestate împreună cu fiul ei, Henric Leul. Gertruda a călătorit apoi cu soțul ei din Saxonia în Austria. Ea a murit când împlinea 28 de ani, pe 18 aprilie 1143 la nașterea unei fiice, probabil Richardis, mai târziu soția landgrafului de Steffling.
Inițial Gertruda a fost înmormântată probabil la Klosterneuburg, lângă Viena sau la Königslutter am Elm, lângă soțul și părinții ei. În secolul al XIII-lea osemintele ei au fost transferate în mormântul familiei Babenberg din sala capitulară a Abației Heiligenkreuz.

## Rolul de regentă
După moartea lui Henric cel Mândru, Gertruda a trebuit să apere moștenirea fiului ei împotriva altor revendicări, după ce atât ducatul de Bavaria, cât și ducatul de Saxonia fuseseră retrase lui Henric și reatribuite de regele Conrad al III-lea. În timp ce Richenza, mama ei, a jucat inițial un rol principal în acest context și a apărat cu putere Saxonia, Gertruda a urmat o altă tactică pentru a asigura moștenirea fiul ei până când el urma să fie declarat major. Ea s-a recăsătorit câștigându-l de partea sa pe Conrad al III-lea pentru îndeplinirea planurilor ei. În 1139, datorită puternicei influențe a Richenzei în Saxonia, acest ducat a fost acordat nepotului ei, Henric Leul. Gertruda și-a sfătuit fiul să renunțe la pretențiile privind Bavaria și, în schimb, s-a căsătorit cu noul său stăpân al Bavariei, Henric Jasomirgott. În acest fel ducatele nu erau primite direct de fiul ei, ci de familia lui directă. Odată cu moartea Gertrudei însă, speranțele unei legături între Bavaria și urmașii ei au fost năruite. Negocierile Gertrudei cu Conrad, dovedesc că era o figură politică activă în ceea ce privește succesiunea fiului ei.
Căsătoria Gertrudei în timp ce fiul ei era încă minor este remarcabilă deoarece, de regulă, o a doua căsătorie în perioada tutelei punea în pericol independența hotărârilor luate de văduvă în numele fiului ei. Totuși această nouă căsătorie a Gertrudei a avut loc cu puțin timp înainte ca fiul ei să împlinească vârsta majoratului astfel încât nu a existat un mare risc de a pierde această independență.
A doua căsătorie a Gertrudei cu Henric Jasomirgott a fost importantă pentru atenuarea conflictului dintre Welfi și Stauferi. Unii istorici susțin că această căsătorie a fost urmarea dorinței lui Conrad, căruia Gertruda a trebuit să i se supună. Totuși este puțin probabil ca ea să fi admis această căsătorie în mod pasiv. Acest lucru este dovedit de unul dintre puținele documente încă existente din perioada tutelei legat de împărțirea posesiunilor din septembrie 1142. Faptul că Gertruda l-a primit pe Conrad la Braunschweig în 1143 dovedește, de asemenea, dorința de compromis. Faptul că însuși Conrad a organizat și a plătit sărbătorile nunții susțin importanța acestei căsătorii în politica lui Conrad. Decizia Gertrudei de a se căsători cu Henric Jasomirgott a influențat viața fiului ei și evenimentele din imperiu mult timp după dispariția ei.

## Descendenți
Din căsătoria Gertrudei cu Henric cel Mândru a rezultat un fiu:
- Henric Leul, căsătorit cu Matilda a Angliei, fiica regelui englez Henric al II-lea.

Din căsătoria Gertrudei cu Henric Jasomirgott a rezultat o fiică:
- Richardis (Richenza), căsătorită cu landgraful Henric de Steffling.